# Lymanopoda confusa
Lymanopoda confusa är en fjärilsart som beskrevs av Brown 1943. Lymanopoda confusa ingår i släktet Lymanopoda och familjen praktfjärilar. Inga underarter finns listade i Catalogue of Life.